# Manuel Láscaris
Manuel Láscaris (1140 —?) foi um nobre de Niceia, cidade onde se realizou o Primeiro Concílio de Niceia e o Segundo Concílio de Niceia, respetivamente em 325 d.C. e 787. A cidade foi igualmente a capital do Império de Niceia, o maior estado bizantino durante a vigência do Império Latino, o estado cruzado que se seguiu à ocupação de Constantinopla em 1204 durante a Quarta Cruzada. 

## Relações familiares
Foi casado com Joana Caratzaina Focaina, e pai de Constantino "XI" Láscaris, um suposto imperador bizantino eleito às vésperas do saque de Constantinopla, e do imperador Teodoro I Láscaris (c. 1174 - Agosto de 1221), fundador do Império de Niceia, que reinou lá entre (1204 e 1221).